# August Richter
Carl August Richter, född 25 januari 1828 i Kristianstad, död 25 mars 1901 i Malmö, var en svensk företagsledare. Han var far till Emil Richter.
Richter, som var son till en kapten vid Wendes artilleriregemente, flyttade redan i unga år till Malmö, där han tidigt kom in vid handeln. Efter att under några år ha haft anställning i en handelsfirma i staden grundade han på 1850-talet Aug. Richters bryggeri, vilket han 1864 överlät till brodern Axel Richter. Själv inträdde han samma år i en firma i Göteborg och var associé i densamma samt under flera år bosatt än i Göteborg, än i London och därefter i Dalarna som disponent för Gråda Sågverks AB och Furudals bruk. På grund av dåliga konjunkturer i trämarknaden, som orsakade honom kännbara förluster, lämnade han denna verksamhet och återvände 1882 till Malmö, där han blev kontorschef vid Svenska Tändsticksfabriks AB, vars direktör han blev vid grosshandlare Edward Engeströms frånfälle. Han är gravsatt på Gamla begravningsplatsen i Malmö.